# Lautaro Disanto
Lautaro Disanto (Mendoza, Argentina, 30 de mayo de 1998) es un futbolista argentino que juega como delantero y su equipo actual es Deportivo Moron de la Primera B Nacional de Argentina.

## Trayectoria
Disanto empezó su carrera en Independiente Rivadavia de la Primera B Nacional. Debutó profesionalmente participando en los últimos veintiséis minutos de un empate 2-2 con Los Andes el 21 de mayo de 2017. Un mes después, marcó su primer gol en una victoria sobre Chacarita Juniors. En la temporada 2016-17, tuvo catorce apariciones en la Primera B Nacional, en la cual su equipo terminó en cuarto lugar. Durante esa campaña, extendió su contrato hasta 2020.
En el año 2021, se unió a Villa Mitre en la tercera división del fútbol argentino, donde demostró su valía con 16 apariciones y 2 goles.
En el 2022, se trasladó a Douglas Haig, también compitiendo en la tercera división. Aunque su participación fue limitada, su compromiso con el equipo se mantuvo sólido, sumando 10 partidos jugados. Posteriormente, en la misma temporada, se unió al Sportivo Desamparados, continuando su travesía en la tercera división del fútbol argentino. Aunque su tiempo en este club fue breve, Disanto contribuyó con 12 apariciones en el campo.
En 2023, se unió a Defensores Unidos en la Primera B Nacional. Aquí, tuvo una participación más activa, disputando 32 partidos y anotando 1 gol.
En 2024, se unió a Libertad de Loja en la Serie A de Ecuador.

## Estadísticas

### Clubes
Actualizado al último partido disputado el 1 de junio de 2024.
| Club                              | Div.          | Temporada     | Liga  | Liga  | Copas nacionales | Copas nacionales | Copas internacionales | Copas internacionales | Total | Total |
| Club                              | Div.          | Temporada     | Part. | Goles | Part.            | Goles            | Part.                 | Goles                 | Part. | Goles |
| --------------------------------- | ------------- | ------------- | ----- | ----- | ---------------- | ---------------- | --------------------- | --------------------- | ----- | ----- |
| Independiente Rivadavia Argentina | 2.ª           | 2016-17       | 13    | 1     | —                | —                | —                     | —                     | 13    | 1     |
| Independiente Rivadavia Argentina | 2.ª           | 2017-18       | 18    | 0     | 1                | 0                | —                     | —                     | 19    | 0     |
| Independiente Rivadavia Argentina | 2.ª           | 2018-19       | 19    | 0     | —                | —                | —                     | —                     | 19    | 0     |
| Independiente Rivadavia Argentina | 2.ª           | 2019-20       | 2     | 0     | —                | —                | —                     | —                     | 2     | 0     |
| Independiente Rivadavia Argentina | 2.ª           | 2021          | 3     | 0     | —                | —                | —                     | —                     | 3     | 0     |
| Independiente Rivadavia Argentina | Total club    | Total club    | 55    | 1     | 1                | 0                | 0                     | 0                     | 56    | 1     |
| Villa Mitre Argentina             | 3.ª           | 2021          | 16    | 2     | —                | —                | —                     | —                     | 16    | 2     |
| Villa Mitre Argentina             | Total club    | Total club    | 16    | 2     | 0                | 0                | 0                     | 0                     | 16    | 2     |
| Douglas Haig Argentina            | 3.ª           | 2022          | 10    | 0     | —                | —                | —                     | —                     | 10    | 0     |
| Douglas Haig Argentina            | Total club    | Total club    | 10    | 0     | 0                | 0                | 0                     | 0                     | 10    | 0     |
| Sportivo Desamparados Argentina   | 3.ª           | 2022          | 12    | 0     | —                | —                | —                     | —                     | 12    | 0     |
| Sportivo Desamparados Argentina   | Total club    | Total club    | 12    | 0     | 0                | 0                | 0                     | 0                     | 12    | 0     |
| Defensores Unidos Argentina       | 2.ª           | 2023          | 32    | 0     | 1                | 1                | —                     | —                     | 33    | 1     |
| Defensores Unidos Argentina       | Total club    | Total club    | 32    | 0     | 1                | 1                | 0                     | 0                     | 33    | 1     |
| Libertad F. C. · Ecuador          | 1.ª           | 2024          | 12    | 2     | 0                | 0                | —                     | —                     | 12    | 2     |
| Libertad F. C. · Ecuador          | Total club    | Total club    | 12    | 2     | 0                | 0                | 0                     | 0                     | 12    | 2     |
| Total carrera                     | Total carrera | Total carrera | 137   | 5     | 2                | 1                | 0                     | 0                     | 139   | 6     |
| 1.                                |               |               |       |       |                  |                  |                       |                       |       |       |